# Grzymków
Grzymków (niem. Herrngrund) – przysiółek wsi Ludwikowice Kłodzkie w Polsce, położony w województwie dolnośląskim, w powiecie kłodzkim, w gminie Nowa Ruda.

## Położenie
Grzymków ma długość około 1,5 km i leży w Sudetach Środkowych, we Wzgórzach Wyrębińskich, na południowo-zachodnim zboczu szczytu Gruntowa, na północ od centrum Ludwikowic Kłodzkich, na wysokości około 500–630 m n.p.m.

## Podział administracyjny
W latach 1975–1998 przysiółek administracyjnie należał do województwa wałbrzyskiego.

## Historia
Grzymków powstał w XVIII wieku jako kolonia Ludwikowic Kłodzkich i zawsze należał do ich właścicieli. W 1787 roku był tu młyn wodny, 25 zagrodników i 21 tkaczy chałupników. W 1840 roku w miejscowości było 31 domów, w tym browar. W roku 1933 Grzymków liczył 481 mieszkańców. Po 1945 roku miejscowość znacznie wyludniła się, w 1978 roku było tu 11 gospodarstw rolnych.